# Downshiftaajat
Downshiftaajat est une série télévisée finlandaise en vingt épisodes de 40 minutes diffusée entre le 27 novembre 2015 et le 11 janvier 2017 sur Yle TV2.
Cette série est inédite dans les pays francophones.

## Distribution

### Acteurs principaux
- Jussi Vatanen|Tommi Kuusela
- Iina Kuustonen|Satu Kuusela
- Niina Lahtinen|Pia Jalonen
- Mikko Leppilampi|Aaro Jalonen
- Anna-Leena Härkönen|Marja-Liisa Jalonen
- Eero Ritala|Juha Asikainen
- Wanda Dubiel|Olivia Raittila

### Acteurs invités
- Antti Tuomas Heikkinen|Janne Kuha
- Rea Mauranen|Riitta Vehkajärvi
- Elias Westerberg|Eemeli Vekselström
- Lari Halme|Martikainen
- Tapio Liinoja|Olavi Sepelinen
- Greta Mandelin|Blogi-Stagen Maria
- Marc Gassot|Joonas Matalaniemi
- Leena Vanhamäki|Leena Rilke
- Mika Melender|Tapio
- Kheba Touray|Joram
- Saana Koivisto|Tia
- Sonja Halla-aho|Maija
- Jani Karvinen|Arvo Kuusela
- Annika Poijärvi|Heidi Rytisuo
- Mikael Rejström|Kristoffer
- Jaakko Ohtonen|Hakala
- Annika Aapalahti|Pauliina
- Niko Saarela|Pöre
- Anna Laulumaa|Sara
- Markku Toikka|Ripa
- Kari Hietalahti|Pasi Korvenhaka
- Kari Ketonen|Ville Helmisalo
- Kai Bäckström|Riku

## Épisodes

### Première saison (2015)
1. Väliaikaisratkaisu
2. Auto
3. Slummituristit
4. Kulttuurikysymys
5. Remontti
6. Pakolainen
7. Arvovalinta
8. Viimeinen pari kaapista ulos
9. Paskaduuni
10. Uusi alku

### Deuxième saison (2016-2017)
1. Vihreät kuulat
2. Coconut Consultative
3. Messukuokkavieraat
4. Konsulttikeikka
5. Turpajuhlat
6. Valehtelijat
7. Elämäremontti
8. Joutsenlauluvaihe
9. Järkiavioliitto
10. Kutsumattomia vieraita